# Lin Liguo

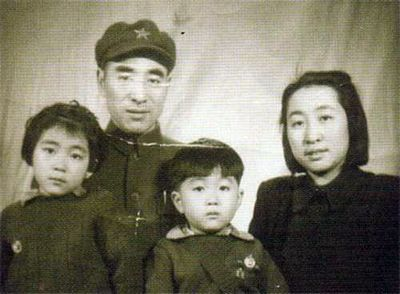
Lin Liguo quan era nen (al costat de la seva mare

Lin Liguo (xinès : 林立果) conegut amb el nom de Tigre, militar i físic xinès, fill de Lin Biao. Nascut el 13 de setembre de 1945 a Öndörkhaan (Mongolia) i mort el 13 de setembre de 1971 en un accident d'avió a Mongòlia en circumstàncies poc clares. Figura clau en el denominat Projecte 571, complot que tenia com a objectiu eliminar Mao Zedong.
Va ingressar el 1967 a la Força Aèria de l'Exèrcit Popular. Educat en els ambients de les elits comunistes, amant de la música occidental, malgrat haver ingressat en la Guàrdia Roja, la va abandonar. Molt crític amb la Revolució Cultural.
En el IX Congrés del Partit Comunista xinès Mao va anunciar que Lin Biao seria el seu successor però amb el temps, Mao, preocupat per l'enorme poder que acumulava el seu Número Dos(sobre tot, en les forces armades i, davant les discrepàncies polítiques (com l'aproximació als Estats Units, deixant de banda a la URSS) els dos es van distanciant. El mes de març de 1971 se celebrà una Conferència en el partit en la qual Lin Biao es nega a sotmetre's als desitjos de Mao. Convençut que la seva caiguda en desgràcia era imparable, va adoptar precaucions. Tigre, antimaoista convençut, va iniciar contactes per neutralitzar Mao però encara que va tenir contactes amb alts càrrecs afins al seu pare, finalment, ell i els seus amics col·laboradors en el Projecte 571, van arribar a la conclusió que era impossible l'accés directe a Mao. Llavors Lin Biao i la seva esposa Ye Qun, van decidir fugir a l'estranger. En un primer moment la destinació era Hong Kong però en el darrer moment va ser la URSS. Zhou Enlai havia donat ordres de vigilar estretament Lin Biao i, llavors, els pares de Liguo van decidir marxar el mes setembre de 1971. Lin Liguo, encara va fer un darrer intent desesperat, per assassinar Mao però inútilment. Tigre va cometre la imprudència de comentar les intencions dels Lin a la seva germana Lin Liheng coneguda com a "Doudou", fanàtica maoista (facilitar aquesta informació anava en contra de l'opinió dels seus progenitors). Assabentat, per una filtració, que Zhou Enlai estava fent preguntes inquietants, Tigre i els seus pares (juntament amb uns pocs col·laboradors de Linguo en el complot) escapen cap un aeroport militar i entren, perseguits, a l'avió Trident que els esperava i que havia aconseguit Lin Biao, gràcies als contactes en l'exèrcit de l'aire. La tripulació no estava completa i el dipòsit de combustible no s'arribà a emplenar. Unes dues hores després l'avió s'estavella camí de la URSS, fora de la Xina.